# Gottlieb Friedrich Krauß

Titelseite des Handbuchs für Lithographen und Steindrucker von Gottlieb Friedrich Krauß und Franz Malté, 1853

Gottlieb Friedrich Krauß (* 3. September 1815 in Ditzingen; † 27. Februar 1895 in Stuttgart) war ein deutscher Lithograf und Vertreter der Arbeiterbewegung in Stuttgart.

## Leben
Krauß wurde als Sohn des Gutsbesitzers Gottlieb Friedrich Krauß und seiner Frau Dorothea, geb. Siegle, einer Tochter des Schlossmüllers Johannes Siegle in Ditzingen geboren. Nach dem Besuch der Volksschule wurde er in das Kunstinstitut von Karl Ebner in Stuttgart aufgenommen und erlernte dort das Lithographieren. Zeitweilig hatte er seinen Wohnsitz in der Schweiz. Dort lernte er auch seine erste Frau Elisabetha Marti kennen, die er 1841 in Bern heiratete. Aus der Ehe hatte er eine Tochter Anna. Seine Frau Elisabetha starb schon 1856 in Stuttgart. Drei Jahre später heiratete Krauß in zweiter Ehe Barbara Däschler aus Langen-Altheim. Aus dieser Ehe gingen zwei Kinder hervor, darunter der Sohn Georg Friedrich.
1853 gab Krauß gemeinsam mit Franz Malté ein Handbuch für Steindrucker und Lithographen heraus. 1859 ließ er sich in Stuttgart nieder und eröffnete dort eine eigene Photographische und Lithographische Anstalt in der Ludwigstraße 22. Später war er Firnisfabrikant.

## Politische Betätigung und Prozesse
1845 war Krauß in Stuttgart Mitgründer der Deutschkatholischen Gemeinde und wurde in den Vorstand gewählt. Zusammen mit anderen Gemeindegliedern beteiligte er sich Anfang 1848 an der Gründung des Bildungs-Vereins für Arbeiter, für den er in der Pfingstwoche des gleichen Jahres am Demokratenkongress in Frankfurt am Main teilnahm. Auch wenn in Stuttgart die Gründung eines Demokratischen Kreisvereins durch die Regierung unterbunden wurde, engagierte sich Krauß weiter in der Arbeiterbewegung und im Volksverein, der während der Revolutionszeit eine der maßgeblichen Organisationen der Demokraten bildete. Während der Reichsverfassungskampagne stand er in enger Verbindung mit den Aufständischen in Baden, namentlich Johann Philipp Becker. Bei Reisen durch Baden, Württemberg und der Schweiz zog er Erkundigungen über die Haltung der Bevölkerung ein und warb Freiwillige für die badische Revolutionsarmee. Als er in der demokratischen Zeitung Die Sonne am 17. Juni 1849 heftige Angriffe gegen das Stuttgarter Märzministerium richtete, wurde er „wegen Beleidigung der Ehre der Staatsregierung“ vor dem Schwurgerichtshof in Esslingen angeklagt, in der Verhandlung am 31. Januar 1850 jedoch von den Geschworenen freigesprochen. Der Prozess gegen Krauß war der erste politische Prozess, der in Württemberg vor einem Geschworenengericht verhandelt wurde. Die Rede seines Verteidigers Adolph Gottlieb Ferdinand Schoder erschien noch im gleichen Jahr im Verlag von Karl Göpel in Stuttgart im Druck.
Im Februar 1850 verhalf Krauß dem auf der Festung Hohenasperg inhaftierten Paulskirchenabgeordneten Gustav Adolph Rösler zur Flucht. Wegen "Aufrufs zum Hochverrat gegen Baden" wurde er später erneut angeklagt und am 18. Januar 1851 als Untersuchungshäftling auf dem Hohenasperg, später in Ludwigsburg inhaftiert. Am 16. August 1851 wurde er auch in diesem Prozess freigesprochen. Wegen „tätlicher Ehrenkränkung“ wurde er allerdings am 2. Oktober 1853 noch einmal zu einer sechswöchentlichen Haft auf dem Hohenasperg verurteilt.
Krauß setzte sich auch in den folgenden Jahren für die Belange der Arbeiter ein. Er gehörte 1863 erneut zu den Gründern des Arbeiterbildungsvereins in Stuttgart und wurde zum Vorsitzenden gewählt. Von 1867 bis 1869 gehörte er dem Aufsichtsrat des Konsumvereins an, der Räume in seinem Haus nutzte. Seit den 1870er Jahren zog er sich wohl zunehmend ins Private zurück. Er starb im Februar 1895 in Stuttgart. Die Lithographische Anstalt wurde durch seinen Sohn Georg Friedrich fortgeführt.

## Werke
- (mit Franz Malté) Handbuch für Lithographen und Steindrucker, enthaltend eine genaue Beschreibung des Verfahrens bei allen bis jetzt zur Anwendung gekommenen Manieren.... Stuttgart 1853 (Online)